# 佼成図書文書館
佼成図書文書館（こうせいとしょもんじょかん）は、東京都杉並区にある立正佼成会の附属図書館および文書館。
宗教書・仏教書を20万冊所蔵しているほか、立正佼成会も含む様々な宗教団体の機関誌を収集している。
15歳以上であれば無料で利用可能。立正佼成会の会員でなくとも利用可能。

## 沿革
- 1953年（昭和28年）7月1日 - 立正佼成会付属佼成図書館として開館[2]。
- 2003年（平成15年） - 図書館内に、立正佼成会設立以来の記録を保存する目的で「佼成文書（もんじょ）館」が設立される[3]。
- 2011年（平成23年） - 佼成図書館と佼成文書館が統合され佼成図書文書館となる[2]。

## その他
- 1993年のTBS金曜ドラマ「高校教師」で、二宮繭と教師の羽村が図書館で鬼ごっこをするシーンのロケ地である。